# Demonax damalis
Demonax damalis är en skalbaggsart som beskrevs av Francis Polkinghorne Pascoe 1869. Demonax damalis ingår i släktet Demonax och familjen långhorningar.
Artens utbredningsområde är Sarawak. Inga underarter finns listade i Catalogue of Life.